# Girolamo Aleandro

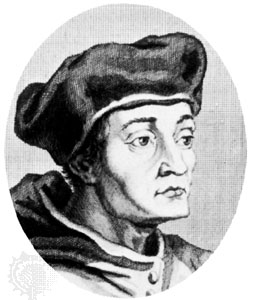
Girolamo Aleandro

Girolamo Aleandro eller Hieronymus Aleander, född 1480 och död 1 februari 1542, var en italiensk humanist.

## Biografi
Aleander var till börden italienare, men blev senare rektor vid universitetet i Paris och kardinal. Han sändes av Leo X som påvlig nuntie till Karl V:s hov med bannhotbullan mot Luther. På riksdagen i Worms 1521 fordrade han, att Luther utan förhör skulle bannlysas. Aleanders depescher från riksdagen och hans dagbok utgör ett viktigt historiskt källmaterial.